# گئورگی اسوتکوف
گئورگی اسوتکوف (انگلیسی: Georgi Tsvetkov؛ زادهٔ ۱۰ سپتامبر ۱۹۴۷) بازیکن و مربی فوتبال اهل بلغارستان بود.
از باشگاه‌هایی که در آن بازی کرده‌است می‌توان به باشگاه فوتبال لفسکی صوفیه اشاره کرد.
وی همچنین در تیم ملی فوتبال بلغارستان بازی کرده‌است.
وی در مسابقات کشوری و بین‌المللی در مجموع برندهٔ ۱ مدال نقره شده‌است.